# 齋藤俊輔
齋藤 俊輔（さいとう しゅんすけ、2005年4月26日 - ）は、神奈川県出身のプロサッカー選手。Jリーグ・水戸ホーリーホック所属。ポジションはミッドフィールダー(MF)。

## 来歴
中学まで横浜F・マリノスの下部組織出身。
その後桐光学園高校に進み、2024年に水戸ホーリーホックに加入した。
2024年6月2日のV・ファーレン長崎戦でリーグデビューを果たした。
2025年、AFC U20アジアカップ2025に出場するU-20日本代表に選出された。

## 所属クラブ
- SCH.FC
- 横浜F・マリノスプライマリー
- 横浜F・マリノスジュニアユース
- 桐光学園高校
- 2024年 -  水戸ホーリーホック

## 個人成績
| 国内大会個人成績 | 国内大会個人成績 | 国内大会個人成績 | 国内大会個人成績 | 国内大会個人成績 | 国内大会個人成績 | 国内大会個人成績 | 国内大会個人成績 | 国内大会個人成績 | 国内大会個人成績 | 国内大会個人成績 | 国内大会個人成績 |
| 年度             | クラブ           | 背番号           | リーグ           | リーグ戦         | リーグ戦         | リーグ杯         | リーグ杯         | オープン杯       | オープン杯       | 期間通算         | 期間通算         |
| 年度             | クラブ           | 背番号           | リーグ           | 出場             | 得点             | 出場             | 得点             | 出場             | 得点             | 出場             | 得点             |
| 日本             | 日本             | 日本             | 日本             | リーグ戦         | リーグ戦         | リーグ杯         | リーグ杯         | 天皇杯           | 天皇杯           | 期間通算         | 期間通算         |
| ---------------- | ---------------- | ---------------- | ---------------- | ---------------- | ---------------- | ---------------- | ---------------- | ---------------- | ---------------- | ---------------- | ---------------- |
| 2024             | 水戸             | 38               | J2               | 16               | 1                | 0                | 0                | 2                | 0                | 18               | 1                |
| 2025             | 水戸             | 8                | J2               |                  |                  |                  |                  |                  |                  |                  |                  |
| 通算             | 日本             | 日本             | J2               | 16               | 1                | 0                | 0                | 2                | 0                | 18               | 1                |
| 総通算           | 総通算           | 総通算           | 総通算           | 16               | 1                | 0                | 0                | 2                | 0                | 18               | 1                |

出場歴
- Jリーグ初出場：2024年6月2日 J2第18節 V・ファーレン長崎戦（ケーズデンキスタジアム水戸）
- Jリーグ初得点：2024年7月14日 J2第24節 横浜FC戦（ケーズデンキスタジアム水戸）

## 代表歴
- 2024年 U-19日本代表
  - メキシコ遠征(11月)
- 2025年 U-20日本代表
  - AFC U20アジアカップ2025(2月、中国)